# 去甲基麦角酸二乙酰胺
去甲基麦角酸二乙酰胺（去甲基LSD，化学式：C19H23N3O）是一种麦角酰胺类化合物，可作为血清素受体调节剂，被认为是一种迷幻药。它是麦角酸二乙酰胺（LSD）的类似物，但缺少麥角靈环上6号位的甲基。